# 孙九鼎
孙九鼎（?—?），字国让，金忻州定襄人。

## 生平
宣和年间，曾游太学，入金朝。金太宗天会七年（1129年），進士第一，授承议郎，與弟孙九儔、孙九億同為進士，元好問稱“吾州文派，先生指授之功为多。”。
《夷坚志》載孙九鼎遇鬼之事。

## 家族
弟孙九儔、孙九億。